# Innviertler Heimatblatt
Innviertler Heimatblatt — австрийская еженедельная нацистская газета, издававшаяся в Рид-им-Иннкрайсе. Газета выходила в формате 31*45,5 см.

## История
Innviertler Heimatblatt публиковалась с 1938 по 1945 годы издательством NS-Gauverlag Oberdonau в Линце. Она была главным органом пропаганды НСДАП в Иннфиртеле. Innviertel Heimatblatt пришла на смену газетам Innviertler Zeitung (которая издавалась с 1918 года и была органом Немецкой народной партии в Иннфиртеле) и Rieder Nachrichten.
Первоначальным подзаголовком газеты было: «Официальная партийная газета НСДАП» (нем. Parteiamtliches Blatt der NSDAP). В 1939 году он был изменен на «Официальная партийная газета НСДАП в Иннфиртеле» (нем. Parteiamtliches Blatt der NSDAP für das Innviertel), а в 1942 году - на «Официальная еженедельная газета НСДАП в Иннфиртеле, Риде, Иннкрайсе» (нем. Amtliche Wochenzeitung der NSDAP für das Innviertel, Ried, Innkreis). 
В 1938 году тираж составлял от 15 000 до 16 150 экземпляров, в 1945 году — 14 485. С начала Второй мировой войны выходила на 16 полосах, с середины октября 1944 года — на 4 полосах.
К газете выпускалось еженедельное приложение Ostmark-Woche. 
В 1945 году преемницей Innviertler Heimatblatt стала газета Innviertler Volkszeitung, публикация которой была прекращена в том же году».

## Редакторы
| Годы                         | Имя                                       |
| ---------------------------- | ----------------------------------------- |
| 1938                         | Харальд Шрайнер (нем. Harald Schreiner)   |
| 28 июля 1938 — 19 мая 1939   | Ханс Пехам (нем. Hans Peham)              |
| 20 мая 1939 — 4 августа 1939 | Феликс Шерр (нем. Felix Scherr)           |
| 5 августа 1939—1945          | Х. Юнгройтхмайер (нем. H. Jungreuthmayer) |